# Mikorowo (jezioro)
Mikorowo (Mikorowskie) (kaszb. Jezoro Mikrowsczé) – jezioro rynnowe, leżące na Pojezierzu Kaszubskim, na południe od wsi Mikorowo w gminie Czarna Dąbrówka, w powiecie bytowskim (województwo pomorskie) o powierzchni 43 ha.